# Аріель Кастро
Аріель Кастро (англ. Ariel Castro; 10 липня 1960, Клівленд, Огайо — 3 вересня 2013, Орієнт, Огайо) — американський злочинець, визнаний винним у викраденні, незаконному багаторічному утримуванні та регулярному зґвалтуванні трьох жінок — Аманди Беррі (англ. Amanda Berry), Джини Діджізус (англ. Gina DeJesus) та Мішель Найт (англ. Michelle Knight), — а також триразовому вбивстві ненароджених дітей шляхом жорстокого побиття однієї з вагітних від нього полонянок (Найт). Під час перебування в полоні у Кастро Аманда Беррі народила від нього дочку.
Кінець ув'язненню Беррі, Діджізус і Найт поклали сусіди Кастро. 6 травня 2013 року, почувши крики жінок про допомогу у той момент, коли Кастро не було вдома, вони допомогли вибратися на свободу Аманді Беррі, після чого та викликала поліцію. Кастро зник, але незабаром був знайдений та заарештований.

## Біографія
Біографія Кастро Була відновлена після арешту. Кастро працював водієм автобуса. Був кілька разів одружений, остання дружина пішла від нього 1996 року через те, що він її бив. У нього були діти. Після смерті свого батька він припинив спілкування зі своїми родичами. 2004 року він написав листа, у якому зізнався у всіх скоєних злочинах. У ньому він написав, що у дитинстві сам був зґвалтований. Також він писав про те, що планує здійснити самогубство. Цей лист він нікому не відправив, і при обшуку його знайшла поліція.

## Викрадення

### Мішель Найт
Першою викраденою стала Мішель Найт. 23 серпня 2002 року вона зникла після того, як пішла з будинку свого двоюрідного брата. Їй був 21 рік. У цей день вона повинна була прийти до суду, де вирішувалося питання про опіку над її сином. У цей же день її викрав Кастро. Після її звільнення з полону поліція зізналася, що не особливо займалася її зникненням, оскільки було припущена, що вона доросла і сама втекла з метою уникнути неприємного суду. За це поліція та ФБР були піддані критиці; у відповідь останні стверджують, що це ніяк не вплинуло б на її порятунок. Її мати шукала свою дочку, один раз їй здалося, що вона бачила її з літньою людиною у торговому центрі у Клівленді. За наявними даними (підтверджені бабусею Мішель), ймовірно, буде потрібна операція на обличчі зважаючи на ушкодження, нанесені їй у полоні. Вона також втратила слух на одне вухо. Найт відмовилася від прийому відвідувачів у лікарні, але подякувала всім за всі надіслані квіти та побажання здоров'я.

### Аманда Марія Беррі
Аманда Марія Беррі пропала безвісти 21 квітня 2003, за день до свого 17-річчя. Шляхом обману Кастро викрав її. Спочатку ФБР припустило, що Аманда втекла з дому, але через тиждень після її зникнення воно змінило свою думку, коли невідома особа подзвонила по мобільному Аманди її матері та сказала, щоб вона не турбувалася. Мати Аманди Беррі Луана Міллер шукала дочку протягом трьох років до своєї смерті 2006 року від серцевої недостатності. Пошуки Аманди йшли дуже активно. Її показали у програмі America's Most Wanted, також один раз про неї робила передачу Опра Вінфрі. За даними поліції, Аманда Беррі народила доньку 25 грудня 2006 року у будинку Кастро. Той зажадав від Найт надати породіллі першу допомогу. У разі смерті дитини він пообіцяв, що вб'є Найт. Беррі народжувала у маленькому надувному наповненому басейні. При пологах дівчинка ледь не померла, але Найт змогла врятувати її. Зрідка Кастро брав свою дочку та виводив її з дому. ДНК-тест та визнання Кастро під час допиту підтверджують, що Кастро є біологічним батьком дитини. Дитина називає його «тато».

### Джорджина «Джина» Лінн Діджізус
Джорджина «Джина» Лінн Діджізус зникла безвісти у 14 років. Останній раз її бачили у телефонній будці близько 3 години дня 2 квітня 2004 по дорозі додому із середньої школи, де вона навчалася. Вона була подругою дочки Кастро — Арлін. Обманним шляхом Кастро заманив дівчинку до себе в будинок. Беррі та Діджізус пропали, за деякими даними, в одному кварталі, за іншими даними — у різних. ФБР активно шукало дівчинку, через рік були навіть складені фоторобот та словесний портрет підозрюваного. Один раз Кастро брав участь у масових громадських пошуках зниклої. Поліція не закривала справи, пропонуючи 25 000 доларів за інформацію.

## Звільнення

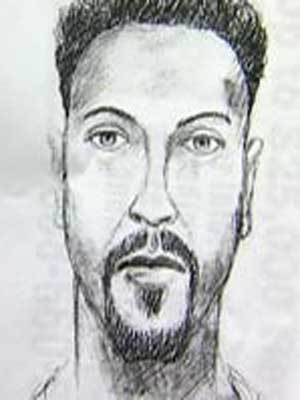
Фоторобот підозрюваного у викраденні Джини Діджізус

6 травня 2013 року сусід Анхель Кордеро почув крики жінок з дому Кастро. Самого Аріеля у цей момент вдома не було. Кордеро підійшов до місця їх утримання, але не знав, що робити, оскільки погано говорив по-англійськи. Інший сусід, Чарльз Ремсі, незабаром приєднався до Кордеро, і вдвох вони зламали залізні двері до будинку. Як згодом з'ясувалося, Беррі сказала Ремсі, що вона і її дитина трималися у будинку проти її волі. Беррі з маленькою дочкою вилізли з діри, що утворилася внизу двері (самі двері зламати не вдалося). Вона пішла до будинку Кордеро та викликала поліцію. Незабаром поліція ввійшла до будинку Кастро. Всі четверо були терміново госпіталізовані.

## Арешт
Того ж дня Кастро було заарештовано під час обіду в «McDonald's». Він уже знав, що його будинок обшукали, і планував сховатися. Згідно з поліцейськими джерелами, під час допиту Аріель Кастро описав кожне викрадення у найдрібніших подробицях аж до одягу, який він носив. Кастро заявив, що знав про те, що буде спійманий, оскільки у нього не було плану втечі з міста. При допиті Кастро поводився нахабно. На допитах Кастро повідомив багато подробиць справи. Так, він сказав, що тримав жінок у різних кімнатах. Вони рідко, але іноді спілкувалися один з одним. Він тримав їх на ланцюгу.
На слідстві Кастро в усьому зізнався, але ні в чому не розкаявся і сказав, що шкодує лише про те, що його спіймали. Також він сказав, що у його жилах тече «холодна» кров. За його камерою повинні були стежити 24 години, щоб він не наклав на себе руки.

## Суд, резонанс та вирок
9 травня 2013 року Кастро було доставлено до суду. Застава для звільнення була визначений так: по 2 мільйони доларів за кожне викрадення, і ще 2 мільйони за сукупністю інших злочинів. Кастро залишився під вартою. Також були заарештовані два брати Кастро, Педро та Оніл, але незабаром вони були відпущені за непричетність до злочину.
Енджі Грегг, дочка Кастро від першого шлюбу, сказала, що більше ніколи не буде з ним спілкуватися і відчуває до нього огиду. Поліція повідомила, що зібрала у будинку Кастро близько 200 доказів, що підтверджують його провину.
Прокурор Огайо Тім Макгінті був налаштований дуже рішуче у звинуваченням до Кастро та збирався просити смертної кари за вбивство ненароджених дітей:
Я маю намір домагатися покарання по кожному з епізодів: за кожне зґвалтування, за кожний день ув'язнення заручниць, за кожний випадок просто поганого до них ставлення, за вбивства шляхом переривання вагітностей — за всі знущання, яким він піддавав жінок протягом усіх цих десяти років. <… > Цей викрадач дітей влаштував приватну в'язницю з камерою-катівнею у нас під носом, в центрі нашого міста.
Суд на Кастро пройшов дуже швидко, і вже у серпні 2013 року Кастро було засуджено до довічного ув'язнення і 1000 років в'язниці без права дострокового звільнення та утримувався в одиночній камері в'язниці міста Орієнт, у штаті Огайо. Перед вироком суддя сказав, що людям, які беруть у раби інших людей, немає місця на землі. Справа була завершена так швидко, оскільки Кастро пішов на угоду зі слідством, в обмін на відмову від смертної кари. У своєму останньому слові він попросив вибачення у жертв та сказав:
Я не чудовисько, я хворий. Я впевнений, що моя пристрасть до порнографії позбавила мене самоконтролю і я просто не розумів, що те, що я роблю, це погано.

## Самогубство Аріеля Кастро
«Клівлендський маніяк» Аріель Кастро повісився у в'язниці у штаті Огайо. Про це повідомляє телеканал 19 Action News. Лікарі намагалися реанімувати Кастро, проте їм це не вдалось. Телеканал повідомляє, що охорона в'язниці перевіряла камеру кожні 30 хвилин.